# Liuhao (köpinghuvudort i Kina, Jiangsu Sheng, lat 32,06, long 121,49)
Liuhao är en köpinghuvudort i Kina. Den ligger i provinsen Jiangsu, i den östra delen av landet, omkring 250 kilometer öster om provinshuvudstaden Nanjing. Antalet invånare är 39 528. Befolkningen består av 22 778 kvinnor och 16 750 män. Barn under 15 år utgör 12,0 %, vuxna 15-64 år 64 %, och äldre över 65 år 22,0 %.
Runt Liuhao är det tätbefolkat, med 849 invånare per kvadratkilometer. Närmaste större samhälle är Lüsigang, 10,4 km öster om Liuhao. Trakten runt Liuhao består till största delen av jordbruksmark.
Genomsnittlig årsnederbörd är 1 265 millimeter. Den regnigaste månaden är juli, med i genomsnitt 213 mm nederbörd, och den torraste är januari, med 31 mm nederbörd.